# Amblyseius hidakai
Amblyseius hidakai är en spindeldjursart som beskrevs av Ehara och Bhandhufalck 1977. Amblyseius hidakai ingår i släktet Amblyseius och familjen Phytoseiidae. Inga underarter finns listade i Catalogue of Life.